# 油小路隆継
油小路 隆夏（あぶらのこうじ たかつぐ、文明元年（1469年） - 天文4年（1535年）7月26日）は、室町時代中期の公卿。

## 官歴
- 時期不明：蔵人頭、左中将
- 永正17年（1520年）：従三位
- 大永元年（1521年）：参議
- 大永2年（1522年）：正三位、伊予権守
- 大永6年（1526年）：権中納言
- 享禄2年（1529年）：従二位

## 系譜
- 実父：西川房任
- 養父：油小路隆夏
- 実子：油小路隆秀
- 養子：油小路隆基（広橋兼勝の子）